# Loreak Mendian
Loreak Mendian és una marca de moda creada l'any 1995 a Sant Sebastià per Xabi Zirikiain i Victor Serna influenciats pel surf i l'escena musical local. Després de dissenyar el logotip característic de la margarida, venen els seus productes a tot el món a través tant de botigues multimarca com de botigues pròpies.
L'any 2019 la marca fou adquirida per l'empresa especialitzada en roba de muntanya Ternua Group.